# 2021年1月

## 1月1日
- 马来西亚首相署和新加坡总理公署發表聯合聲明，宣佈兩國關於吉隆坡－新加坡高速铁路的協議已於2020年12月31日失效。[1]
- 美國電腦軟體公司Adobe正式停止更新及發行Adobe Flash和Adobe Flash Player。

## 1月2日
- 哈萨克斯坦總統府網站發表公告，宣佈廢除死刑。[2]
- 尼日尔西南部兩個村莊遭到疑似伊斯蘭主義武裝分子襲擊，造成至少70人死亡。[3]

## 1月3日
- 第117屆美國國會宣誓就任。[4]

## 1月4日
- 英國法院以有心理健康問題為由，拒絕美國的引渡請求。[5]
- 伊朗宣佈已恢復提煉濃度為20%的濃縮鈾。[6]
- 伊朗伊斯兰革命卫队以污染波斯湾和霍尔木兹海峡为由扣留了韩国籍油轮“韩国化学号”（MT Hankuk Chemi）。[7][8]
- 有「一代奸妃」之稱的香港著名資深藝人李香琴因病離世，享年88歲。[9]
- 在科威特埃米尔建议下，沙特阿拉伯等四个国家同卡塔尔恢复外交关系，卡塔尔外交危机缓解。[10]

## 1月5日
- 朝鮮勞動黨於首都平壤召開第8次全國代表大會，朝鮮勞動黨委員長金正恩致詞時坦承，國家5年經濟計劃宣告全面潰敗，各部門均未達到要求標準，他以嚴厲語氣稱這次的失敗經驗是一次「很痛的教訓」。[11]
- 美国佐治亚州举行联邦参议员选举（英语：2020–21 United States Senate election in Georgia）和联邦参议员特别选举（英语：2020–21 United States Senate special election in Georgia）决选。民主党人乔恩·奥索夫、拉斐尔·沃诺克获胜。民主党与共和党在参议院的席位均为50席。加上兼任参议院议长的候任副总统卡玛拉·哈里斯，民主党取得参议院控制权。[12]

## 1月6日
- 香港警務處國家安全處以違反《維護國家安全法》為由，逮捕53名曾參與2020年香港立法會選舉民主派初選的民主派人士。[13]
- 美国首都华盛顿特区发生暴力示威。部分不满大选结果的特朗普支持者闯入国会大厦，导致确认总统选举投票结果的参众两院联席会议一度中断。[14]
- 日本内阁总理大臣菅义伟宣布，因COVID-19疫情持续扩大，针对东京都、神奈川县、千叶县和埼玉县发布紧急事态宣言。这是日本第二次就COVID-19疫情宣布进入紧急状态。[15]

## 1月7日
- 美国国会清点各州选举人票，并正式认证赢得2020年美国总统选举。[16]
- 美國場外交易集團宣布将中止12支中国大陆证券在其平台交易：中芯国际（SIUIF，SMICY）、中国交建（CCCGF，CCCGY），中国中车（CRCCY，CRRRF），中国铁建（CWYCY，CWYCF）、南京熊猫电子（NJGPF）、中国电信（CHJHF）、中国移动（CHLKF）、中国联通（CHUFF）。[17][18]

## 1月9日
- 三佛齊航空182號班機自印度尼西亞雅加達蘇加諾-哈達國際機場起飛之后不久失联。[19]

## 1月10日
- 哈萨克斯坦舉行議會選舉。[20]
- 吉尔吉斯斯坦舉行總統選舉和政體公投。[21]
- 美国伊利诺伊州芝加哥和埃文斯顿两地爆发纵欲枪击案，造成一名中国博士生死亡，四人受伤。枪手在与埃文斯顿警方交火时中枪身亡。[22]
- 朝鲜劳动党第八次代表大会选举举行，金正恩获选为朝鲜劳动党总书记，但其妹妹金与正落选中央政治局委员。[23]

## 1月11日
- 随着马来西亚疫情恶化，马来西亚首相慕尤丁宣布从1月13日至26日，5个州属（槟城、雪兰莪、马六甲、柔佛、沙巴）及3个联邦直辖区（吉隆坡、布城及纳闽）重新实施行动管制令（MCO），至于彭亨、霹雳、森美兰、吉打、登嘉楼及吉兰丹实施有条件行管令（CMCO），玻璃市及砂拉越州则维持复苏行管令（RMCO），同时全国一律禁止跨州[24]。慕尤丁提到，目前马来西亚医疗系统承受前所未有的巨大压力，已处于崩溃边缘，15间专治冠病医院的冠病患者病床使用率已超过70%，同时吉隆坡中央医院及马大医疗中心的冠病患者加护病床已爆满，双溪毛糯医院的冠病加护病床使用率也高达83%[25]。

## 1月12日
- 中共中央办公厅、国务院办公厅印发《关于全面推行林长制的意见》，在中华人民共和国内推行林长制[26]。
- 马来西亚最高元首苏丹阿都拉颁布紧急状态对抗疫情，从1月12日至8月1日[27]，首相慕尤丁提到，在紧急状态期间，政府赋予特别权力遏制疫情蔓延，包括征用私人医院资产协助抗疫及加重刑罚对付违反SOP者[28]。另外，马来西亚内政部长韩沙再努丁确诊染疫[29]。

## 1月13日
- 以色列戰機空襲伊朗支持的民兵在敘利亞東部的據點，敘利亞人權觀察宣稱空襲造成14名敘軍士兵和43名民兵喪生。[30]
- 美國聯邦政府自1953年以來首次對女性囚犯執行死刑。[31]
- 美国众议院通过了特朗普弹劾议案，使特朗普成为美国历史上第一位被二次弹劾的总统。
- 愛爾蘭總理為9000名嬰兒夭折的母嬰之家醜聞道歉。天主教修女被愛爾蘭總理任命的獨立調查委員會發現對未婚產子孕婦持偏見而疏忽照顧。

## 1月14日
- 2021年烏干達大選進行投票。[32]
- 美籍华人、麻省理工学院教授陈刚因隐瞒其在中华人民共和国的工作和资助而被逮捕。[33]
- 美国商务部以帮助军队欺压南中国海邻国、干扰并威胁南中国海离岸油气探测开采为由将中国海洋石油列入实体清单[34]，将北京天骄航空产业投资有限公司列入军事最终用户清单[35]。美国国防部将小米集团、中微半导体设备、箩筐技术、北京中关村发展投资中心、广东高云半导体科技、大新华航空、中译语通科技、中国航空集团、中国商用飞机公司9家公司认定为同中国人民解放军有联系的公司。美国投资者需在2021年11月前抛售9家公司的股份。[36]
- 当地时间晚间，纪念朝鲜劳动党第八次代表大会阅兵式在平壤金日成广场举行，朝鲜劳动党总书记金正恩出席。阅兵式展示了战略潜射导弹、新型自行火炮等朝鲜人民军新装备。[37]

## 1月15日
- 印度尼西亞苏拉威西岛發生矩震級6.2地震，造成至少34人喪生。[38]
- 通伦·西苏里當選老挝人民革命党中央委员会总书记。[39]
- 維基百科成立20周年。[40]
- 2019冠狀病毒病全球死亡病例達兩百萬人。[41]
- 在荷蘭國會針對兒童福利醜聞進行調查後，荷蘭首相馬克·呂特宣布領導的內閣集體辭職。
- 英国足球运动员宣布退役，在担任教练。[42]

## 1月16日
- 美国财政部宣布将谭耀宗等6名中港官员列入《特别指定国民和被封锁人员》名单，回应香港警方月初大规模搜捕香港民主派的行动[43]。
- 北莱茵-威斯特法伦州州长（德语：Ministerpräsident des Landes Nordrhein-Westfalen）阿明·拉舍特赢得2021年德国基督教民主联盟领袖选举（英语：2021 Christian Democratic Union of Germany leadership election），当选德国基督教民主联盟新任領導人（英语：Leader of the Christian Democratic Union）。[44]
- 2021年桃園市第七選舉區市議員王浩宇罷免案今日投票，桃园市议员王浩宇遭罢免。[45]
- 尼泊爾登山隊實現人類首次在冬季登頂世界第二高峰喬戈里峰。[46]
- 第四十三屆十大中文金曲得獎名單公布。[47]
- 全國抵抗運動主席約韋里·穆塞韦尼在2021年大選中第6次當選烏干達總統。

## 1月17日
- 遭毒害的俄罗斯反对派人士阿列克谢·阿纳托利耶维奇·纳瓦利内乘德国班机抵达莫斯科伏努科沃国际机场，随即被当地监狱部门以违反假释规定的罪名拘留[48]。
- 洪都拉斯6000名欲前往美国的移民大篷车队伍在危地马拉–洪都拉斯边境（英语：Guatemala–Honduras border）遭到危地马拉警方（英语：Law enforcement in Guatemala）和军队（英语：Armed Forces of Guatemala）释放催泪弹镇压，多人受伤。[49]
- 中国斯诺克选手颜丙涛以10-8战胜约翰·希金斯，获得2021年斯诺克大师赛冠军。[50]
- 美國維珍軌道研製的機載火箭發射者一號成功自宇宙女孩波音747-400飛機平臺發射升空。

## 1月18日
- 三星集团副会长李在镕被首尔高等法院（朝鲜语：서울고등법원）裁定贿赂前总统朴槿惠罪名成立，获刑2年半[51]。
- 土耳其信息与通信技术管理局（英语：Information and Communication Technologies Authority (Turkey)）禁止未能依照社交媒体新规任命地方代表的Twitter、Periscope（英语：Periscope (app)）和Pinterest在当地发布广告[52]。
- 特朗普在白宫发表告别演说（英语：Donald Trump farewell address），再度谴责国会冲击事件，也未点名祝愿拜登政府[53]。
- 中非共和國憲法法院宣布現任總統福斯坦-阿爾尚熱·圖瓦德拉在大選中贏得連任。

## 1月19日
- 美国国务卿蓬佩奥公开称中国共产党当局对维吾尔人犯下“种族灭绝罪与反人类罪”，蓬佩奥的继任者布林肯同意蓬佩奥的说法[54][55]。

## 1月20日
- 美國總統喬·拜登及副總統賀錦麗正式在美國國會大廈宣誓就任[56]。
- 喬恩·奧索夫、亞歷克斯·帕迪利亞、拉斐爾·沃諾克在美國副總統賀錦麗的主持下宣誓就職聯邦參議員，民主黨時隔六年重新成為參議院多數黨，民主黨參議院黨團領袖查克·舒默正式成為參議院多數黨領袖[57]。
- 西班牙首都马德里一民居天然气泄漏（英语：Gas leak）引发爆炸（英语：2021 Madrid explosion），造成3人死亡，8人受伤，事发建筑部分倒塌[58]。

## 1月21日
- 中国外交部宣布制裁“在涉华问题上严重侵犯中国主权、负有主要责任”的28名前美国政府人士，包括前国务卿迈克·蓬佩奥、彼得·纳瓦罗、罗伯特·C·奥布莱恩、史达伟、马修·波廷杰、亚历克斯·阿扎、基思·克拉奇、凯莉·克拉夫特、约翰·博尔顿及斯蒂芬·班农[59]。
- 日本东京地方裁判所就6名居列支敦士登日本人丧失日本国籍而诉日本政府一案，裁定禁止日本公民持有双重国籍的法律符合宪法，原告败诉。[60]
- 印度血清研究所位于浦那的设施发生大火，5人死亡。[61]
- 伊拉克首都巴格达一处露天市场发生自杀式爆炸袭击，至少32人死亡，110人受伤。自2017年军方剿灭伊斯兰国以来，当地少有死伤如此惨重的袭击。[62]
- 國際奧委會主席托馬斯·巴赫透露東京奧運會將按原計劃於7月舉行。[63]

## 1月22日
- 曾經在美國職業棒球大聯盟創下755支全壘打紀錄的球員漢克·阿倫在亞特蘭大逝世，終年86歲。[64]
- 在50個國家及地區正式批准後，由國際廢除核武器運動推動的《禁止核武器條約》正式宣告生效。[65]
- 香港政府宣布对油麻地区实施隔离检疫措施，是2019冠状病毒病疫情以来首次推出封锁措施。[66]
- 英國中央刑事法院對2019年英國貨車慘案一案作出判決，其中兩名主犯分別被判20年和27年監禁。[67]
- 美國參議院投票表決通過由勞合·奧斯丁擔任美國國防部長，奧斯丁亦成為美國首位非裔國防部長。[68]
- 皇家馬德里足球俱樂部主教練確診2019冠狀病毒病。[69]

## 1月23日
- 曾在美國有線電視新聞網談話節目主持25年的逝世，終年87歲。
- 乌干达軍隊於1月22日和23日在索马里南部進行打擊青年黨的行動，據報有189名青年黨武裝分子喪生。[70]
- 俄罗斯全国爆发声援阿列克谢·纳瓦利内的示威活动，共有2000多人被捕。[71]
- 包括郝倪在內的巴西原住民領袖指控巴西總統雅伊爾·博索納羅犯下危害人類罪，例如對亞馬遜雨林的環境破壞；他們呼籲國際刑事法院對博索納羅展開調查。[72][73]

## 1月24日
- 2021年葡萄牙總統選舉進行投票。[74]

## 1月25日
- 由於控制疫情不力，巴西里約熱內盧等地發起反對總統雅伊爾·的示威[75][76][77][78]。
- 中国山东栖霞笏山金矿爆炸事故被困矿工有11人成功获救、10名矿工不幸遇难。另有1名矿工仍然失踪。[79][80]
- 英國老牌跨國百貨公司德本漢姆被線上零售商Boohoo收購，並將永久關閉所有的實體店。[81]
- 前美聯儲主席珍妮特·耶倫當選新任美國財政部長。[82]

## 1月26日
- 朱塞佩·孔特辭去意大利總理職務。[83][84]
- 在於里·拉塔斯辭去職務後，愛沙尼亞改革黨主席卡婭·卡拉斯接替成為新任愛沙尼亞總理[85]。
- 美國參議院確認安東尼·布林肯為第71任美國國務卿。[86]
- 2019冠狀病毒病全球確診病例超過一億。[87]
- 面對美國電子遊戲零售商GameStop股價在網上論壇推動散戶入市「挾淡倉」之下持續大升，美國對沖基金梅爾文資本為早前沽空該公司股票平倉，並錄得巨額虧損。[88]

## 1月28日
- 萨德尔·扎帕罗夫宣誓就任吉爾吉斯斯坦總統。[89]
- 国际海洋法法庭裁定英國對查戈斯群島的主權不具備合法性，且英國必須將群島控制權交還給毛里求斯。英國外交部反對這一裁決，英國表示毛里求斯從未對英屬印度洋領地擁有過主權，因此英國不承認它的領土要求。[90]
- 意大利畫家桑德罗·波提切利的作品《手持圓形聖像的年輕男子》在紐約蘇富比以高出9220萬美元的價格被賣出，使之成為第二昂貴的曾被公開拍賣的老大師（英语：Old Master）作品。[91]
- 美國喬治亞州蓋恩斯維爾一家禽肉加工廠發生液氮洩漏事故，釀成至少六死十傷。[92]

## 1月29日
- 自1月31日起，中华人民共和国不再承认英国国民（海外）护照作为旅行证件和身份证明。[93]
- 马来西亚冠病單日新增確診病例突破5000大關報5725宗，累積病例也激增至20萬3933宗[94]。
- 法国总理卡斯泰宣布，为遏制新冠疫情，法国政府决定对欧盟以外国家关闭边界[95]。

## 1月30日
- 巴西以1比0擊敗，贏得2020年冠軍[96]。

## 1月31日
- 越南共產黨第十三屆中央委員會第一次全體會議舉行選舉，再次推舉阮富仲為中央委員會總書記[97]。
- 英國宣布申請加入跨太平洋夥伴全面進展協定。[98]
- 在逃的前提格雷州主席德布雷齐翁·格布雷迈克尔自2020年11月国防军攻陷默克莱以来首次露面，表示在位的联邦政府仅拥有临时的军事统治权，而他们会进行长期的抗争。[99]
- 丹麥國家手球隊以26比24擊敗瑞典國家手球隊，贏得2021年世界男子手球錦標賽冠軍[100]。